# Palazzo dei Rohan
Il Palazzo dei Rohan (in francese: Palais des Rohan) si trova nel centro di Strasburgo, in Francia, accanto alla Cattedrale e al suo museo, il Musée de l’Œuvre Notre-Dame.

## Storia
Il grande edificio fu costruito tra il 1728 e il 1741 dall'architetto Robert de Cotte per il vescovo Armand-Gaston-Maximilien de Rohan-Soubise al posto del precedente palazzo vescovile. L'architettura è un esempio del Classicismo divenuto alla moda in Francia dopo la conquista di Strasburgo.

A partire dal 1704 Armand-Gaston de Rohan-Soubise fa comperare diversi palazzi vicini alla cattedrale. Nel 1727 ordina di demolire i vecchi edifici sulle rive dell'Ill e fa costruire un superbo palazzo. Robert de Cotte disegna la pianta e Laurent Gourlade dirige i lavori; sarà sostituito più tardi da Joseph Massol. I lavori, cominciati nel 1732, finiranno dieci anni più tardi.

## Origine del nome attuale
Il palazzo ha preso il nome di "Palazzo dei Rohan" dai quattro principi vescovi della famiglia di Rohan, che nel XVIII secolo si sono succeduti nella diocesi di Strasburgo:
- il cardinale Armand Gaston Maximilien de Rohan;
- Armand de Rohan-Soubise (pronipote del precedente);
- il cardinale Louis Constantin de Rohan-Guéméné (cugino del primo);
- il cardinale Louis René Édouard de Rohan (nipote del precedente, coinvolto nell'"Affare della collana della regina").

## Struttura
Un portale monumentale, ad arco di trionfo, sormontato da statue che rappresentano la Clemenza e la Religione, immette nella corte d'onore; gli edifici amministrativi e di gestione del palazzo si affacciano, a sinistra e a destra, sulla corte. Il corpo principale del palazzo è su due piani: il piano terra era riservato al vescovo, e quello superiore ai suoi servitori. La facciata principale è a diciassette assi, che circondano un corpo centrale a quattro colonne iscritte e rivestito da un frontone triangolare. Ad ovest la simmetria del complesso è attenuata da una grande biblioteca con una vasta apertura sagomata. La facciata che dà sulla corte è più intima ed animata da pilastri. Due corte ali a gomito fanno da riparo ai vestiboli d'ingresso. A nord, di fronte alla cattedrale, il monumentale portale a colonne si apre tra due sontuosi padiglioni d'angolo.

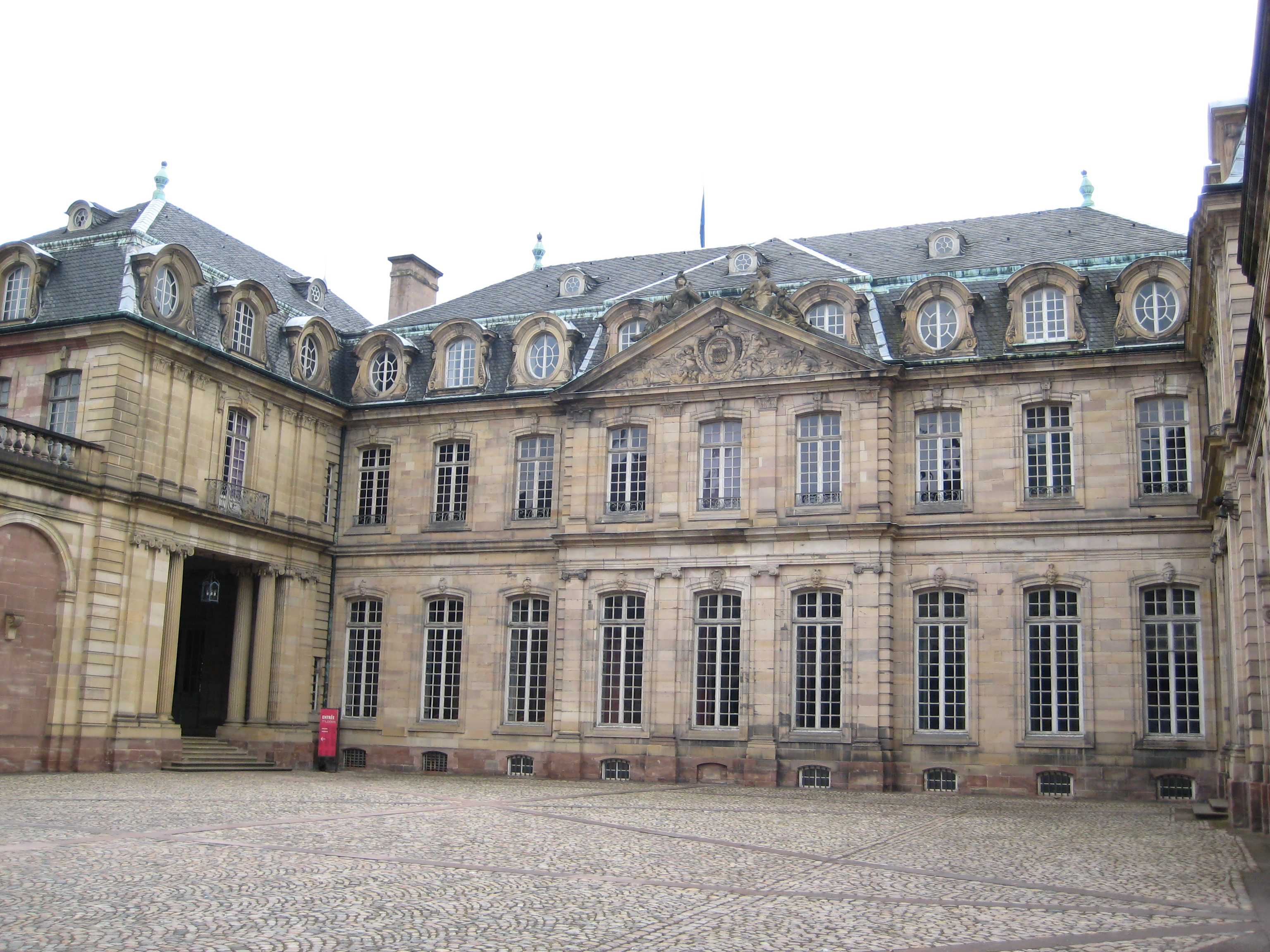
Corte interna.
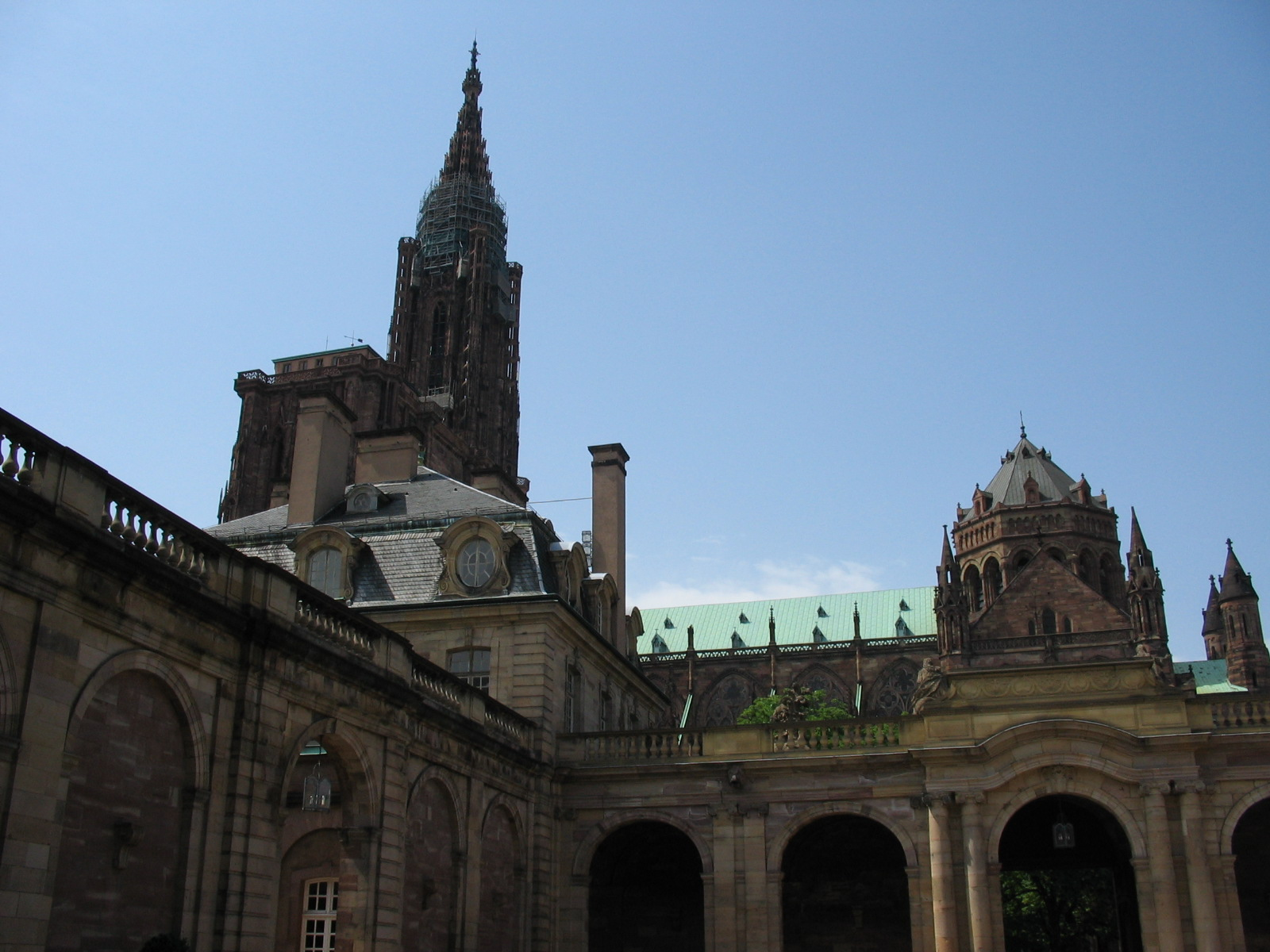
La cattedrale dal cortile del palazzo.
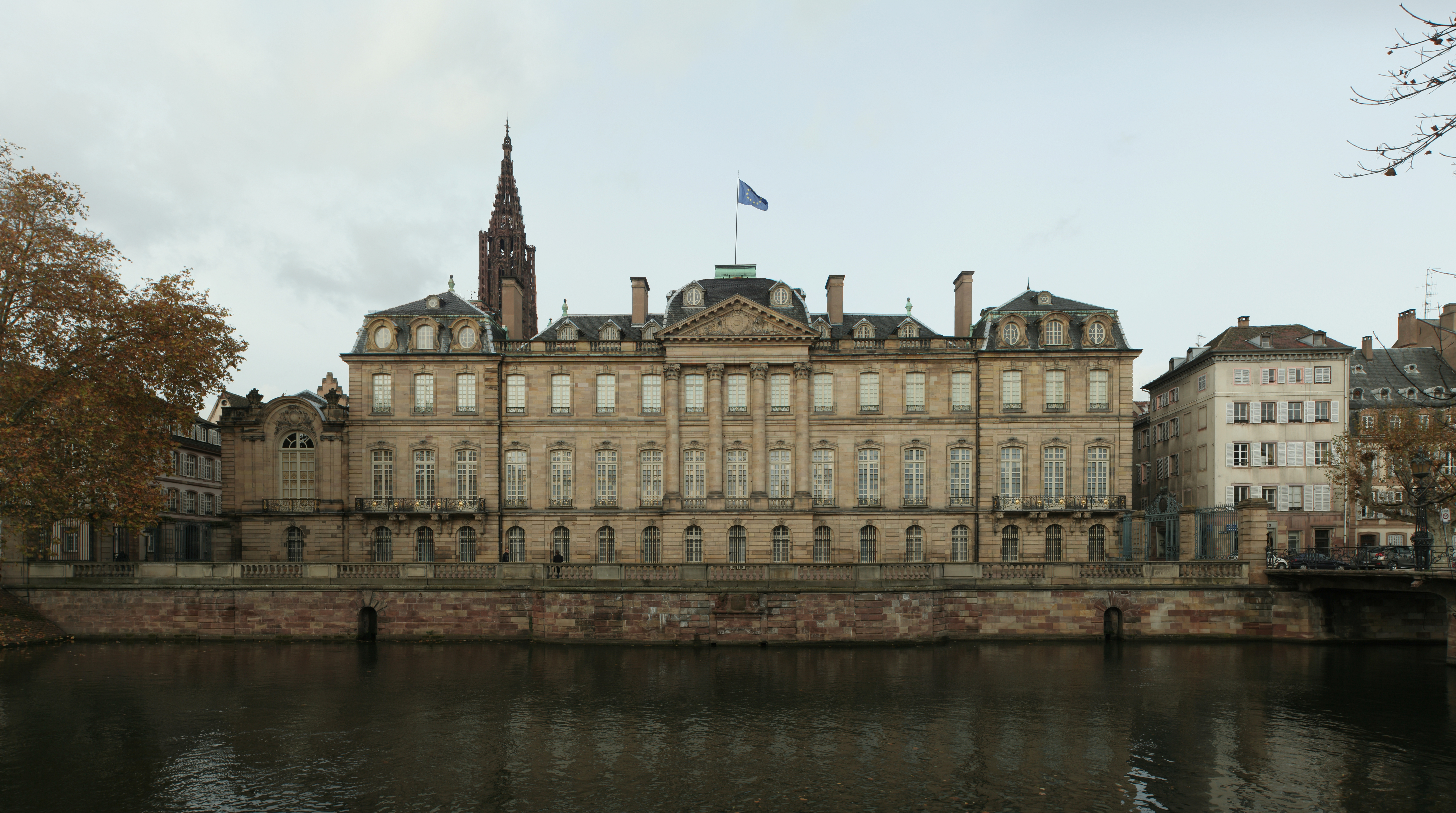
Facciata lungo l'Ill.
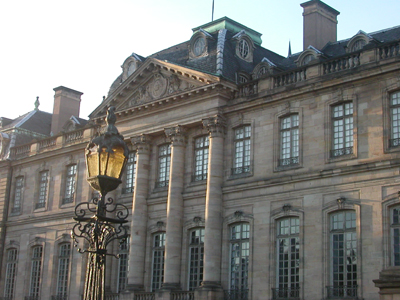
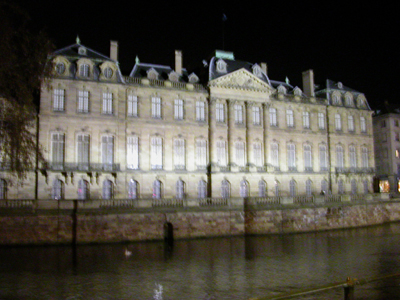

## Musei
Il palazzo ospita oggi tre diversi musei: 
- il Musée des arts décoratifs, con le collezioni di ceramiche, orologeria e mobili;
- il Museo di Belle Arti (Musée des beaux-arts), con opere pittoriche dal XIV al XIX secolo;
- il Museo archeologico, ospitato dalla fine del XIX secolo nel sottosuolo del palazzo, percorre nelle sue collezioni tutta la storia antica dell'Alsazia, dalla Preistoria all'Alto Medioevo.

## Opere conservate nel palazzo
Soprattutto il Musée des Beaux-Arts ospita una serie di importanti opere d'arte dei nomi più rilevanti dell'arte europea. Spiccano opere di Giotto (Crocifissione di Strasburgo), Hans Memling, Carlo Crivelli (Adorazione dei pastori), Botticelli, Cima da Conegliano, Raffaello (Ritratto di giovane donna), Correggio (Giuditta e la sua ancella con la testa di Oloferne), Lorenzo Lotto, El Greco, Canaletto, Van Dyck, Rubens, Goya, Corot e altri.